# Titanatemnus orientalis
Titanatemnus orientalis är en spindeldjursart som beskrevs av Beier 1932. Titanatemnus orientalis ingår i släktet Titanatemnus och familjen Atemnidae. Inga underarter finns listade i Catalogue of Life.